# Mona Vasquez
Mona Vasquez (née Michèle Pierrette Teulière à Foix le 15 février 1960 et morte à Maureillas-las-Illas le 2 septembre 2011) est une artiste peintre et poétesse, également active en scientologie dans les années 1980 au quartier général de la scientologie en Europe à Copenhague. Elle entame une grève de la faim en août 1989 dans les locaux de la Scientologie à Paris lors de son départ de l'organisation afin d'obtenir le remboursement de l'argent qu'elle a versé. Elle obtient le retour de près de 60 000 € de l'Église de la scientologie.
Mona Vasquez est également une artiste établie en tant que peintre, et poètesse Elle a écrit une autobiographie dans laquelle elle raconte ses expériences au sein de la Scientologie intitulée Et Satan créa la Secte, les Mémoires d'une rescapée.

## Expériences dans la Scientologie
Mona Vasquez est introduite dans le cercle de la  Scientologie par des amis qui lui font lire La Dianétique de Ron Hubbard,. Elle veut participer à l'amélioration du monde, accroche au propos et va faire un premier stage à Angers,. Elle fréquente le salon littéraire de la comtesse Fanita de Pierrefeu à Montségur. Elle déclare ensuite être devenue membre d'une organisation sous le contrôle étroit de l'organisation religieuse faîtière.
Elle indique avoir essayé de sortir de la scientologie à trois reprises durant cette période, revenant à chaque fois. Après avoir été inculpée pour faux et usages de faux en demandant des prêts avec de faux documents, pratiques dans laquelle elle indique avoir été encouragée par la scientologie, elle est relaxée de prison à la condition expresse de ne pas chercher à contacter des membres de la scientologie. Elle finit ainsi par rejeter complètement la scientologie.
En 1987, en situation de précarité financière, elle cherche à se faire rembourser le montant versé à l'église de la scientologie pour les cours et les livres reçus.  Après dix jours de grève de la faim à Paris en août 1989, couverts par Antenne 2, l'organisation de la scientologie lui rembourse près de 100 000 . Par la suite, elle publie deux livres racontant son expérience dans la scientologie:  Et Satan créa la secte: Mémoires d'une rescapée en 2002, suivi en 2006 d'un livre en collaboration avec Jean Blum destiné à un public jeune.
Elle témoigne par la suite devant la Commission Parlementaire sur les Sectes en France et continue à peindre et à écrire.
Elle est morte le 2 septembre 2011,,.

## Publications
- La Secte: Et Satan créa la secte: Mémoires d'une rescapée, Mona Vasquez, mars 2006
- La secte : Commentaire je m'en suis sortie, Mona Teulière (avant-propos par Jean Blum)  (ISBN 978-2846590501)